# Little Ouseburn
Little Ouseburn is een civil parish in het bestuurlijke gebied Harrogate, in het Engelse graafschap North Yorkshire. In 2011 telde het civil parish 264 inwoners.

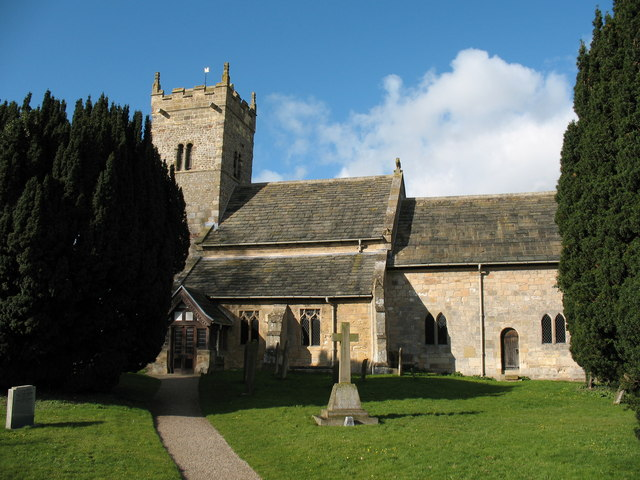
Holy Trinity Church